# Friedrich-Leopold-Woeste-Gymnasium
Das städtische Friedrich-Leopold-Woeste-Gymnasium ist das einzige Gymnasium in Hemer.

## Geschichte

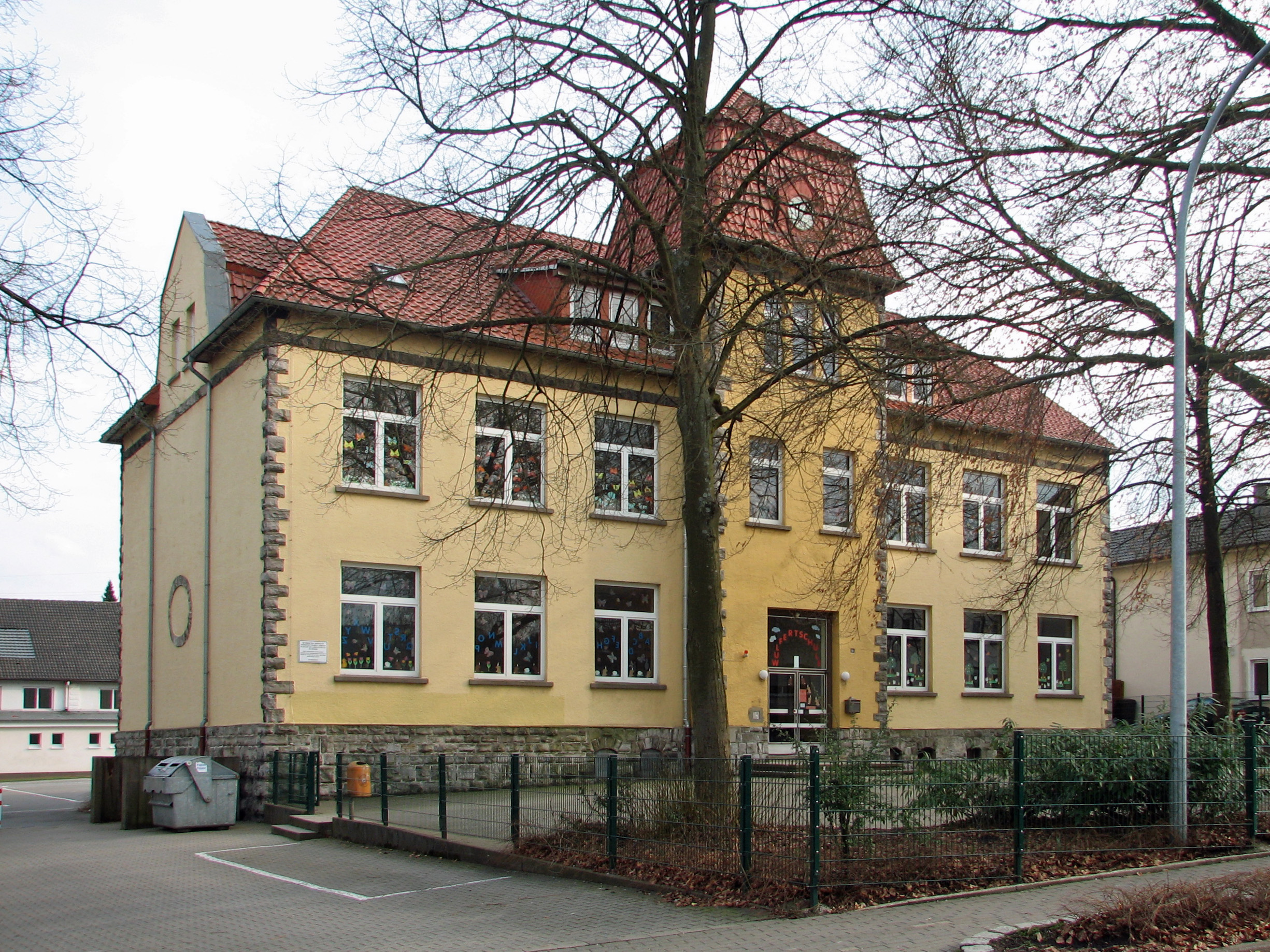
Ehemaliges Schulgebäude des Gymnasiums, heute Wulfert-Grundschule

Bis ins Jahr 1829 mussten Hemeraner Schüler die Gymnasien der Region besuchen, um eine Schulbildung zu erhalten, die über die Grundstufe hinausging. Das änderte Friedrich Leopold Woeste mit der Einrichtung einer „Privatschule für höheren Unterricht“, die sich in den folgenden Jahrzehnten etablierte und gute Voraussetzungen für den Besuch eines Gymnasiums ermöglichte. So erfolgte 1875 auch die Gründung einer „Höheren Privat-Mädchenschule“.
1883 entstand eine „Private Rektoratsschule“, um den bis dahin üblichen Privatunterricht zu erweitern. Nach einigen Jahren wurde die Rektoratsschule in eine staatliche Mittelschule für Jungen und Mädchen umgewandelt. Die Kommunalpolitiker nahmen daraufhin bald Planungen auf, die Mittelschule zu einer Realschule zu erweitern. Vorerst verhinderte der Erste Weltkrieg dieses Vorhaben jedoch.
1921 bezog die Schule den Standort An der Steinert, nachdem die Gemeinden Hemer, Sundwig und Westig gemeinsam eine paritätische Rektoratsschule einrichteten. Im Rückblick wird diese Entwicklung als wichtiger Schritt zum späteren Zusammenschluss der Gemeinden bewertet. Am 14. Februar 1924 erließ der zuständige Minister für Wissenschaft, Kunst und Volksbildung, dass in Hemer eine „Realschule in Entwicklung“ einzurichten sei. Im April folgte die Bestätigung des Provinzialschulkollegiums. Damit fällt die Geburtsstunde des Höheren Schulwesens in Hemer offiziell auf den 1. April 1924. Ein Jahr später wurde die Einrichtung als vollwertige Realschule anerkannt. 1930 wurde sie zum Reformrealprogymnasium.
In Zeiten der Wirtschaftskrise gingen die Schülerzahlen Anfang der 1930er-Jahre zunehmend zurück, so dass im Schuljahr 1930/31 zwei Anträge im Gemeinderat Hemer eingingen, die Schule aufzulösen. Beide Male fand sich allerdings eine Mehrheit für den Erhalt des Gymnasiums, das während der Zeit des Nationalsozialismus im Jahre 1937 zu einer Oberschule wurde. 1940 übernahm der spätere Hemeraner Bürgermeister Josef Kleffner den Schulleiterposten, nachdem sein Vorgänger im Krieg gefallen war. Nach Kriegsende wurde die Schule geschlossen und erst 1946 wieder eröffnet.
Zwischen 1949 und 1953 fanden am neuen Progymnasium per Sondergenehmigung erste Abiturprüfungen statt. Bereits im Dezember 1948 stellte das Amt Hemer als Träger den Antrag auf Einrichtung einer Vollanstalt, um künftig auch reguläre Reifeprüfungen abnehmen zu können. Aufgrund finanzieller Probleme wurde dieser Antrag jedoch schon bald wieder zurückgezogen. Anfang der 1950er-Jahre musste infolgedessen die Oberstufe ganz abgebaut werden. Auch der Antrag auf Zweckentfremdung der Volksschule wurde in dieser Zeit zurückgezogen, so dass die Stadt den Neubau eines Gymnasiums plante. Die Kosten dafür lagen bei etwa zwei Millionen DM, wovon das Land 500.000 DM trug. Der Bau war vom Stadtrat einstimmig beschlossen worden. Die Stadt übernahm die Trägerschaft der Schule 1958 vom Amt und weihte einen Neubau am heutigen Standort ein. Zwei Jahre später erhielt das neue „neusprachliche Gymnasium der Stadt Hemer“, das fortan den Namen Friedrich-Leopold-Woeste-Gymnasium trug, die Genehmigung zur Vollanstalt. Rapide ansteigende Schülerzahlen erforderten Mitte der 1970er-Jahre einen großen Ausbau des Schulgebäudes, sodass sich die Zahl der Räume nahezu verdoppelte.
Seit dem Schuljahr 1999/2000 gab es in jedem Jahrgang jeweils eine bilinguale Klasse, in der Schüler der Stufe 5 sieben Stunden Englischunterricht wöchentlich erhielten, um ab der 7. Klasse in einigen Fächern der Fächergruppe II (Nebenfächer) auf Englisch unterrichtet zu werden. Zum Schuljahr 2009/10 wurde das System so verändert, dass keine bilinguale Klasse mehr eingerichtet wurden, sondern jeder Schüler in der Mittelstufe einige Nebenfächer auf Englisch erhält, um in diesen Fächern auch in der Oberstufe eine Wahlmöglichkeit zwischen deutscher und englischer Sprache zu erhalten. Eine weitere Besonderheit im sprachlichen Angebot mit den Fächern Englisch, Französisch, Lateinisch und Spanisch ist auch das Fach (Alt-)Griechisch im Rahmen der Begabtenförderung in der Oberstufe.
Im Rahmen der Bewerbungspläne zur Landesgartenschau 2010 stellte die Schulleitung mit Eckardt Lüblinghoff und Ulrich Vielhauer gemeinsam mit Bürgermeister Michael Esken für die Stadt Hemer im Oktober 2006 Absichten vor, mit dem Gymnasium in die 2007 frei werdenden Gebäude der Blücher-Kaserne zu ziehen. Auf Grund der hohen Kosten wird dieses Projekt jedoch nicht umgesetzt.
In Kooperation mit der Musikschule der Stadt Hemer werden seit dem Schuljahr 2010/11 „Musikklassen“ eingerichtet, die ihren Schülern durch einen instrumentalpraktischen erweiterten Musikunterricht den Zugang zum Musikinstrument und zum Ensemblespiel erleichtern. Das Engagement von Musiklehrer Jörg Segtrop hat inzwischen ein beachtenswertes Schulorchester und die Bigband „JazzAmWo“ (Jazz am Woeste) hervorgebracht.
Seit dem Schuljahr 2010/11 entwickelt sich das Gymnasium zu einer Schule in gebundener Ganztagsform, unter anderem wegen der Umstellung auf das achtjährige Gymnasium (G8). In der „Woeste-spezifischen“ Ausprägung des Ganztagsbetriebs werden alle Schüler der Sekundarstufe I an drei Wochentagen von 07:50 Uhr bis 14:55 Uhr unterrichtet oder betreut. An diesen Tagen weist der Stundenplan eine einstündige Mittagspause auf.
Mit Hilfe des Konjunkturpakets II der Bundesregierung wurde 2010 die Chemie-Abteilung neugestaltet. Außerdem wurde die bisherige kleine Aula erweitert und zu einer Mensa umgebaut. Im Dezember 2010 wurde die Woeste-Mensa vor dem Haupteingang des alten Gebäudetrakts fertiggestellt.
Seit 2003 besteht eine Kooperation mit dem Hemeraner Armaturenhersteller Grohe im Bereich der mathematisch-naturwissenschaftlichen Fächer. Die Schule beteiligt sich am Landesprogramm „komm mit! – Fördern statt Sitzenbleiben“ und wurde im Jahr 2012 als MINT-freundliche Schule in NRW ausgezeichnet.

## Zahlen
Im Schuljahr 2016/17 unterrichten etwa 60 Lehrer und Referendare ca. 700 Schüler in rund 17 Klassen bzw. 3 Stufen. Es wird sowohl in der Sekundarstufe I (Stufen 5 bis 9) als auch in der Sekundarstufe II (EF 10 bis Q1 11 bzw. Q2 12) gelehrt.

## Projekte
Das „Woeste“ ist ein kulturelles Zentrum der Stadt: Die Aufführungen des Literaturkurses, der Musical-AG und einiger weiterer Gruppen sind über die Stadt hinaus beliebt. Der Schulchor nahm 2004 ein Schullied namens „Unsere Schule“ auf. Mehrere Schülerbands und die Lehrerband WoestCase treten bei zahlreichen Anlässen nicht nur in der Schule auf. Unterstützung liefert ein mitgliederstarker Förderverein.
Leichtathletikmannschaften konnten wiederholt Landessieger werden und vertraten Nordrhein-Westfalen siebenmal in Folge beim Bundesfinale von „Jugend trainiert für Olympia“. Auch im Handball erreichte die Schulmannschaft Erfolge.
Im Bereich Kunst wurde der Entwurf für den Brunnen erstellt, der bis zu den Bauarbeiten im Rahmen der Landesgartenschau auf dem Friedrich-List-Platz in der Hemeraner Innenstadt stand.
Das Woeste-Gymnasium ist Standort einer Wetterstation der Meteomedia AG.

## Partnerschulen
Die Schule pflegt Partnerschaften mit der Bablake School in Coventry, Großbritannien, seit 1991, dem Collège Albert Debeyre sowie in jüngster Zeit auch mit dem „Lycée Marguerite Yourcenar“ in Beuvry, Frankreich, seit 1977, früher auch mit dem Gerberstadt-Gymnasium in Doberlug-Kirchhain, Brandenburg, seit 1991, sowie mit der Nordhoff High School in Ojai, Kalifornien. In unregelmäßigen Abständen werden auch Austauschfahrten nach Schtscholkowo (Schelkowo) organisiert.

## Leitbild
Die Schule möchte ihren Schülern ein Stück Lebensraum in einem „Haus des Lernens“ bieten. In der Präambel zum Leitbild heißt es deshalb: „Es ist unser gemeinsamer Wunsch, dass das Friedrich-Leopold-Woeste-Gymnasium ein Lebens- und Lernort für Kinder, Jugendliche und Erwachsene ist, der von Toleranz, angstfreier Atmosphäre, gegenseitigem Respekt und wertschätzendem Umgang geprägt ist.“

## Ehemalige Absolventen und Schulleiter
| Zeitraum          | Schulleiter         | Lebensdaten               |
| ----------------- | ------------------- | ------------------------- |
| 1924–1937         | Heinrich Heine      | (1880–1950)               |
| 1937–1940         | Erich Schreiber     | (1897–1940 im Krieg gef.) |
| 1939–1945         | Josef Kleffner      | (1890–1966)               |
| 1946–1956         | Rudolf Deidert      | (1891–1969)               |
| 1956–1970         | Georg Gudelius      | (1905–1997)               |
| 1970–1991         | Alfred Meyer        | (1928–2022)               |
| 1991–2012         | Eckardt Lüblinghoff | (* 1950)                  |
| 2012–2017         | Ulrich Vielhauer    | (* 1951)                  |
| seit 1. Feb. 2017 | Jörg Trelenberg     | (* 1965)                  |

- Wolfgang Becker, Filmregisseur
- Frank Elbe, ehemaliger Diplomat (u. a. Büroleiter von Außenminister Hans-Dietrich Genscher; Botschafter in Indien, Japan, Warschau, Schweiz)
- Rudolf Freiburg, Hochschullehrer und Lehrstuhlinhaber, Anglist, Friedrich-Alexander-Universität Erlangen-Nürnberg
- Otto Freiherr Grote, Oberst a. D.
- Martin Herchenröder, Hochschullehrer und Lehrstuhlinhaber, Komponist, Universität-Gesamthochschule Siegen
- Jochen-Christoph Kaiser, Hochschullehrer und Lehrstuhlinhaber, Theologe, Philipps-Universität Marburg an der Lahn
- Andreas W. Kempa-Liehr, Hochschullehrer, Physiker, University of Auckland, Neuseeland
- Thomas Kirchhoff, Gitarrist und Hochschullehrer, Hochschule für Musik Detmold, Mitglied Amadeus Guitar Duo
- Martin Niedzwiecki, ehem. Musikschulleiter Stadt Hemer
- Christoph Lehmann, Neonatologe, Professor of Pediatrics and Biomedical Informatics, Vanderbilt University School of Medicine, Nashville, Tennessee, USA
- Karl-Heinz Möller, Anwalt für Medizinrecht und Honorarprofessor an der Heinrich-Heine-Universität Düsseldorf
- Reinhold Lunow, Präsident von Borussia Dortmund
- Benjamin Piel, Journalist und Träger des Theodor-Wolff-Preises
- Enno Poppe, Komponist
- Christian Schweitzer, Bürgermeister der Stadt Hemer
- Sascha Vogt, Juso-Vorsitzender 2010 bis 2013